# François-Raoul Larche
Pour les articles homonymes, voir Larche.
François-Raoul Larche, dit Raoul Larche, né à Saint-André-de-Cubzac le 22 octobre 1860, et mort à Paris (15e arrondissement) le 3 juin 1912, est un sculpteur français.
Son œuvre est représentative des styles néo-baroque et Art nouveau.

## Biographie
Raoul Larche est le fils de Guillaume Larche, sculpteur ornemaniste et ébéniste, et de Thérèse Lansade. Son frère, Édouard Larche, est architecte.
Après être passé par l'école nationale supérieure des arts décoratifs, il est admis à l'école nationale supérieure des beaux-arts de Paris où il est l'élève de François Jouffroy, Auguste Dumont, Alexandre Falguière, Jean-Léon Gérôme et Eugène Delaplanche.
Il débute au Salon des artistes français en 1884 et expose très régulièrement jusqu’en 1911. En 1886, il obtient le second grand prix de Rome de sculpture. Cette année-là, le sujet du concours était Tobie retirant le poisson de l’eau.
Il reçoit une médaille de troisième classe en 1890, une médaille de première classe en 1893, une médaille d’or à l’Exposition universelle de 1900 et une médaille d’honneur en 1910.

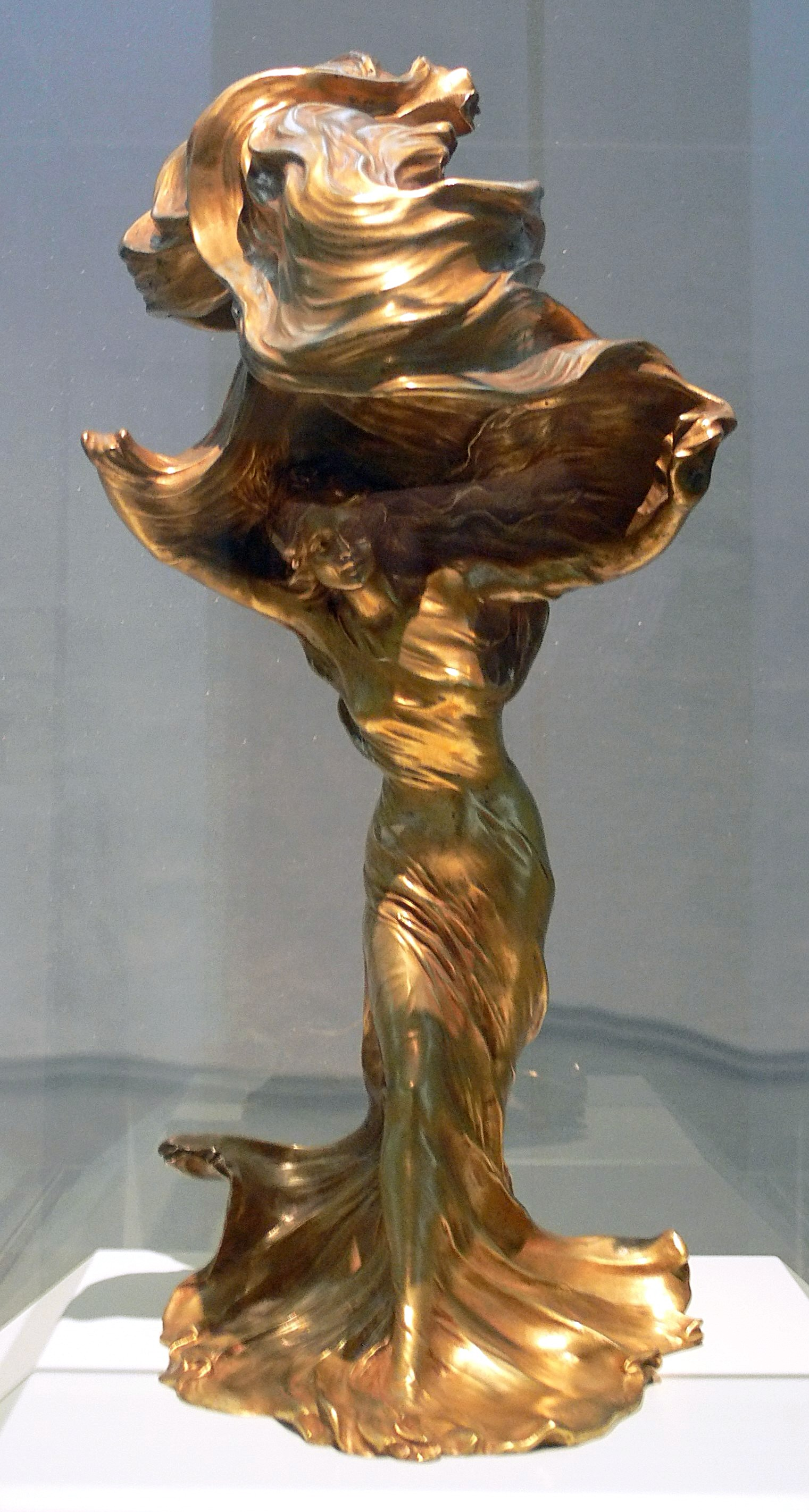
Lampe Loïe Fuller (1901), bronze doré, Munich, Bayerisches Nationalmuseum.

François-Raoul Larche est l’un des nombreux artistes à avoir été influencé par la danseuse américaine Loïe Fuller : la lampe de 1901 inspirée de la danseuse, par son pouvoir évocateur, le classe parmi les sculpteurs qui ont rompu avec l’art académique et lui assura une grande notoriété. C’est ainsi qu’il crée de nombreux objets d’art et pièces décoratives en bronze et en étain (lampe, vase, lustre, coupes décoratives…) qui ont été édités  par la fonderie d’art Siot-Decauville à Paris. Il a produit également plusieurs statues religieuses telles une Jeanne d'Arc à l’église de Gagny ou Saint-Antoine et Saint Louis à l’Église Saint-Antoine-des-Quinze-Vingts à Paris.
Membre du jury de l’École des beaux-arts de Paris et du Salon des artistes français, il entre, en 1904, au comité de la Société des artistes français. Il est promu officier de la Légion d'honneur le 16 mai 1910.
Alors que son atelier était situé au no 6 de la rue Mornay dans le 4e arrondissement de Paris, il résidait souvent en Seine-et-Oise à Coubron, où sa maison existe toujours.
Le 3 juin 1912, il est renversé par une voiture alors qu’il se promenait, au bras d’un ami, dans les rues de Lagny. Transporté dans le coma dans un établissement de santé parisien au no 60 rue Violet dans le 15e arrondissement de Paris, il meurt le soir même. Après la cérémonie funéraire à l’église Notre-Dame-d'Auteuil, le corps a été transporté à Coubron où eut lieu l’inhumation,. Sa tombe, située dans le cimetière de la commune, est surmontée d'une reproduction de l’une de ses statues. La commune fit élever un monument commémoratif dans la parc de la mairie : il est orné de son groupe en bronze Les Faunes. Par ailleurs, la commune de Coubron possède plusieurs autres réalisations de l’artiste (Buste de Mme Larche, Éphèbe, Oreste).
En 1920, le Salon des artistes français organise une exposition rétrospective de son œuvre au Grand Palais à Paris.
Sa veuve proposa de faire donation d'œuvres de son mari à la ville de Bordeaux à condition qu'une salle Raoul-Larche soit créée dans le musée des beaux-arts. Cette salle, inaugurée le 5 décembre 1921, a été supprimée au début des années 1930, période durant laquelle l'Art nouveau était totalement tombé en disgrâce aux yeux des conservateurs de musée.
Le 14 juin 1937, la totalité des pièces de l’atelier de Raoul Larche est mise en vente à l’hôtel Drouot à Paris.
La place de la mairie de Saint-André-de-Cubzac porte son nom, ainsi qu'une avenue à Coubron et à Saint-Médard-en-Jalles.

## Œuvres dans les collections publiques
- Miroir d'eau, la Seine et ses affluents :  fontaine monumentale en bassin ornant une des entrées du Grand Palais, square Jean-Perrin à Paris. Elle représente un groupe allégorique figurant neuf cours d'eau : l'Aube, le Loing, l'Essonne, l'Yonne, l'Armançon, la Cure, l'Oise, la Marne et le Petit Morin. Le plâtre, exposé au Salon de 1910, fut récompensé par une médaille d’honneur. Raoul Larche étant mort avant d’avoir terminé l’exécution définitive de la fontaine, l’achèvement, d’après le modèle original, en fut confié à Jean-Marie Mengue[13].
- Jésus enfant devant les Docteurs ou L'Inspiré (1890) : modèle en plâtre exposé au Salon de 1890 et à l'Exposition universelle de 1900. Le succès de l'œuvre incita Larche à la faire éditer. Deux bronzes de la statue en pied ont été réalisés, et plusieurs plâtres destinés à des églises, dont l’église Saint-Christophe de Coubron. Une version en pierre est conservée au musée des beaux-arts de Bordeaux : à partir de cette version, plusieurs éditions ont été exécutées par la Manufacture de Sèvres, en pâte tendre, en grès émaillé et en biscuit. En 1901, à Sèvres et dans le catalogue Siot-Decauville, l'œuvre portait le titre de L'Inspiré. Sèvres le proposa en statuette et en buste, Siot-Decauville en buste en deux dimensions (H. 37 et 19 cm) et en trois matériaux (bronze et chairs dorées, bronze à patine spéciale, étain). Une version du buste en marbre est conservée au musée des beaux-arts de Calais[14].
- La Prairie et le Ruisseau (1893) : groupe en marbre, 1,50 m, conservé à Paris au Sénat[15]. L’esquisse en terre-cuite se trouve à Paris au musée d’Orsay, une autre version en marbre de 1902, est conservée à Copenhague à la Ny Carlsberg Glyptotek. On note également une édition en bronze par Siot-Decauville, enfin une édition en biscuit par la Manufacture de Sèvres au musée national de la céramique[16].
- Femme chevauchant un dauphin : marbre blanc en ronde-bosse, musée d'Évreux[17].
- Les Violettes :  plâtre exposé au Salon de 1899, conservé à Paris au musée d’Orsay. Cette œuvre a été éditée en bronze par Siot-Decauville[18].
- Les Gourmandes : plâtre, 1,50 m, musée des beaux-arts de Bordeaux. Une épreuve en marbre à Paris au musée d’Orsay[19]. Le groupe en marbre, acquis par l’État en 1908, se trouve aujourd’hui au ministère de l’Industrie et du Commerce à Paris. En 1913, Mme Larche obtient l’autorisation de faire réaliser une reproduction en bronze pour orner le Monument à Raoul Larche érigé sur la place de Saint-André-de-Cubzac ; inauguré le 14 juin 1914, cette œuvre a été envoyé à la fonte sous le régime de Vichy dans le cadre de la récupération des métaux non ferreux[20].
- L’Apôtre (1889) : marbre, 2,80 m, dans le jardin de la mairie de Bordeaux. Le modèle en plâtre est exposé au Salon de 1902[21],[22],[23].
- maquette du Monument à Chardin : commande de l’État pour le jardin du Carrousel à Paris. La maquette en plâtre est présentée au Salon de 1911 mais n’a jamais réalisée en marbre. En 1920, elle est déposée au musée des beaux-arts de Bordeaux, à la demande de Mme veuve Larche[24],[25].
- maquette du Monument à la Tour d'Auvergne: plâtre, 1,60 m, musée des beaux-arts de Bordeaux[26].
- Paul Dubois : statue en marbre, 1,50 m, Copenhague, Ny Carlsberg Glyptotek[27]. Modèle en plâtre au musée des beaux-arts de Troyes[28],[29].
- La Tempête et ses nuées : exposé au Salon de 1899 et à l'Exposition universelle de 1900. Bronze de plus de trois mètres de haut commandé par la ville de Paris et exposée au Petit Palais en 1902. Envoyé à la fonte sous le régime de Vichy[30]. Une réduction de cette œuvre (85 cm) est éditée en bronze.
- Atlante : Paris, musée Carnavalet[31].
- Monument à Jean-Baptiste Corot : Salon de 1909, square du Carrousel à Paris jusqu’en 1933, puis dans un parc à Ville-d'Avray[32].
- Lustre (vers 1900) : bronze doré et albâtre, 60 × 55 cm), Paris, musée d’Orsay[33].
- Lampe Loïe Fuller (1901)[34] : lampe en bronze dorée et ciselée, 32 cm, fondue par Siot-Decauville, cette œuvre a été déclinée en trois modèles et reproduite en de nombreux exemplaires. Elle a connu un immense succès et on la retrouve dans plusieurs musées : Bayerisches Nationalmuseum à Munich, Dayton Art Institute à Dayton.
- Jean Lionnet, portrait en médaillon en bronze ornant la tombe du propagandiste de l’émigration française au Canada, au cimetière de Fontainebleau[35].
- La Sève : Salon de 1893, statue en marbre au ministère de l’Agriculture[36]. Le plâtre (2,50 m) est conservé au musée des beaux-arts de Bordeaux[37].
- La Mer (vers 1894) : surtout de table en trois pièces en étain, Paris, musée d’Orsay[38].
- Jeune femme nue sortant des roseaux, vers 1905, bronze, 151 x 63,5 x 61 cm, Musée national des beaux-arts du Québec[39]
- Bacchante (1910) : bronze, Bordeaux, musée d'Aquitaine. Il représente une jeune femme en buste (allégorie de la vigne et du vin), les cheveux dénoués et le haut du corps dénudé[40].
- Le Bol d'or (1894) : bronze à patine dorée, Nice, musée national du sport. Trophée de la course cycliste éponyme du Bol d'or.

## Les fontes d’édition

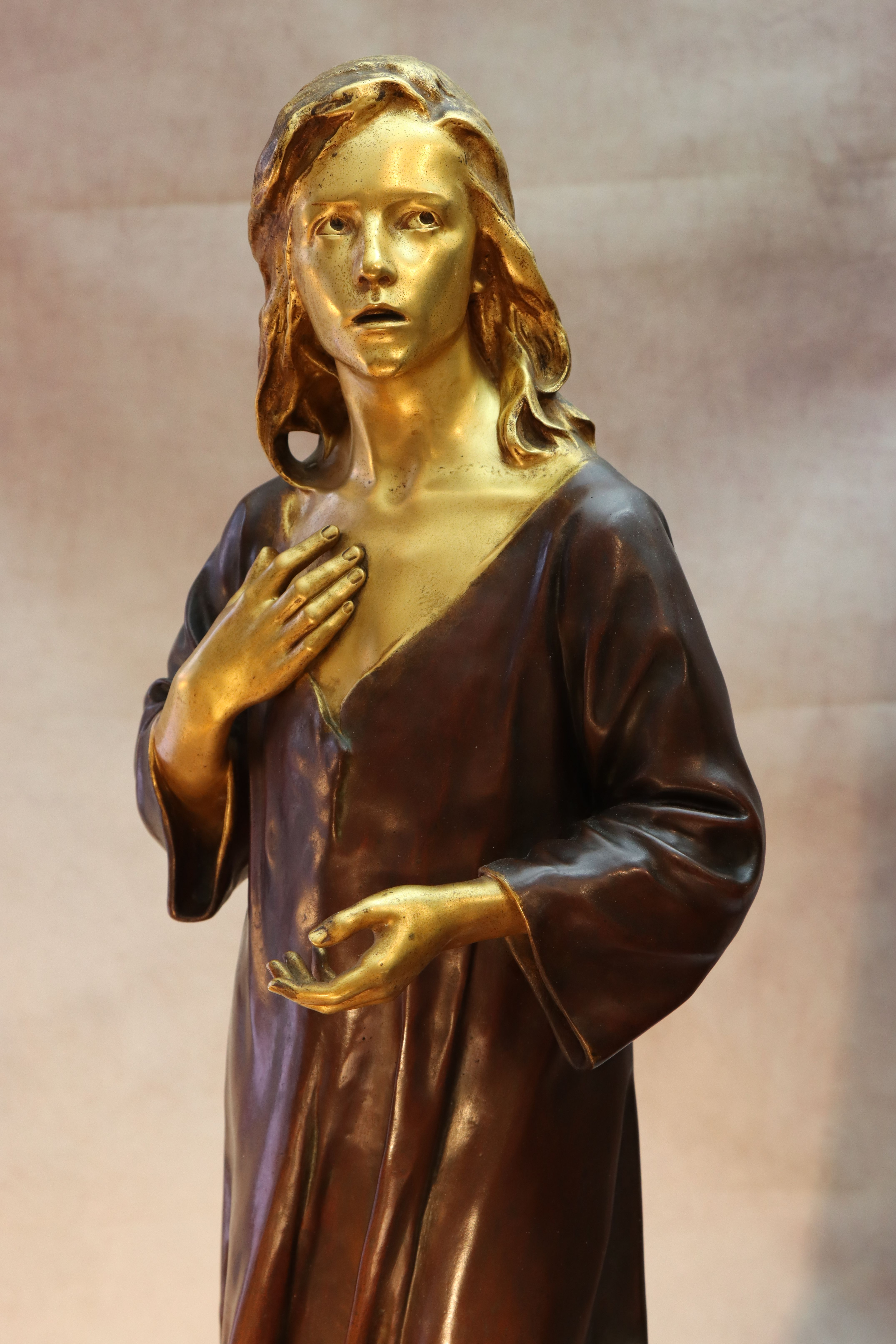
Bronze Siot-Decauville.

Raoul Larche a produit de nombreux modèles d’objets décoratifs édités en bronze ou en étain par le fondeur Siot-Decauville : Gourmandes (vers 1908), Au Miroir - les deux petits faunes, paire de vases Rêves (Harmonies et Parfums), Vase Lierre - Les Amants, lampes électriques Les Abeilles, cendrier La Rosée, pot à tabac Fumée.
Les œuvres de Larche ont également été éditées par la fonderie Susse.

## Salons
- Salon des artistes français
  - 1896 : La Tempête, bronze, signé à droite sur une vague, 349 × 171 × 240 cm.
  - 1905 : Le Printemps, marbre.

## Récompenses
- 1886 : second prix de Rome.
- 1890 : médaille de troisième classe au Salon des artistes français.
- 1890 : bourse de voyage.
- 1893 : médaille de première classe au Salon.
- 1900 : médaille d’or à l’Exposition universelle de 1900.
- 1910 : médaille d’honneur.

## Distinction
François-Raoul Larche est nommé chevalier de la Légion d'honneur par décret du 16 août 1900 et promu officier par décret du 16 mai 1910.

## Galerie

Œuvres de Raoul Larche
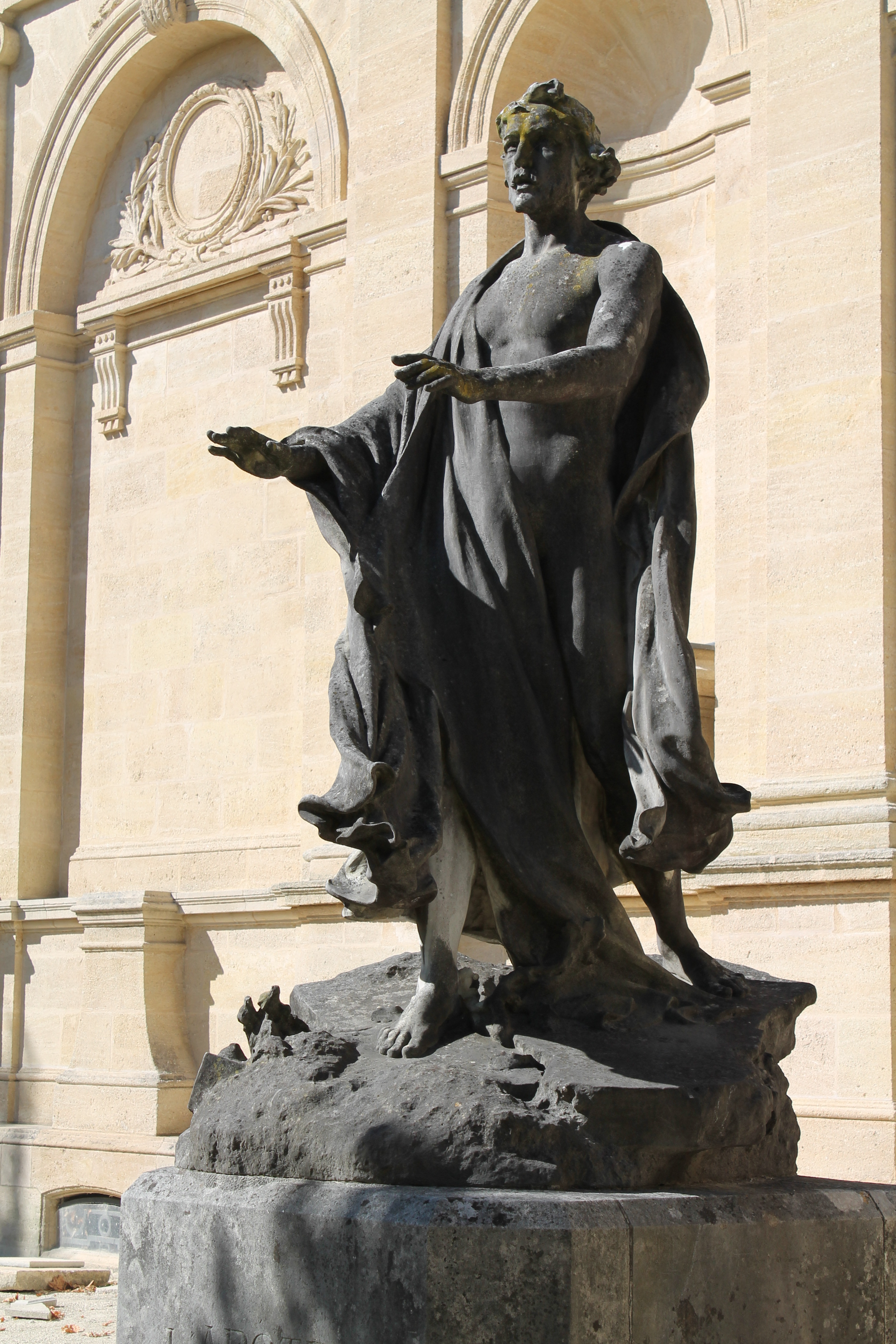
L'Apôtre (1889), musée des beaux-arts de Bordeaux.
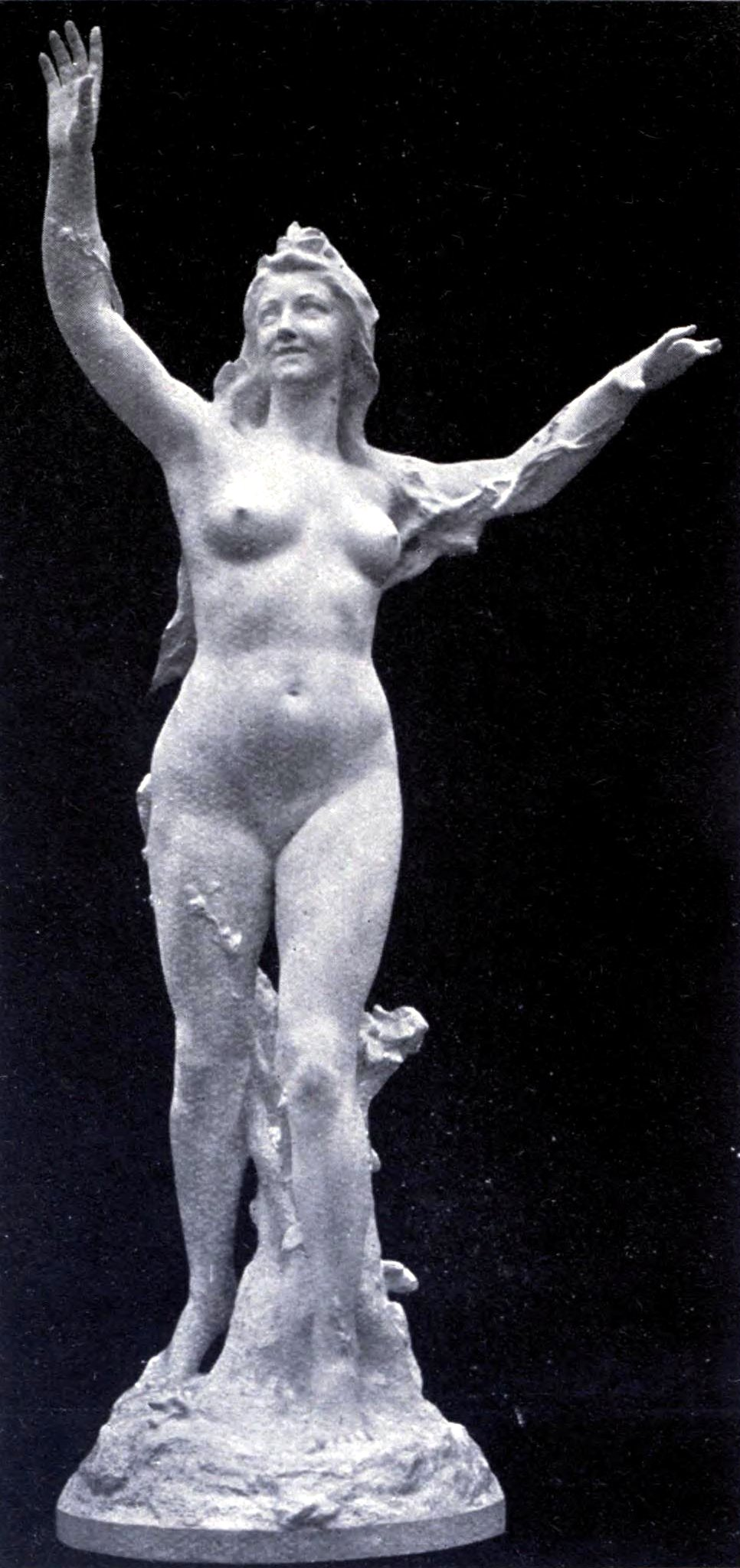
La Sève (Salon de 1893).
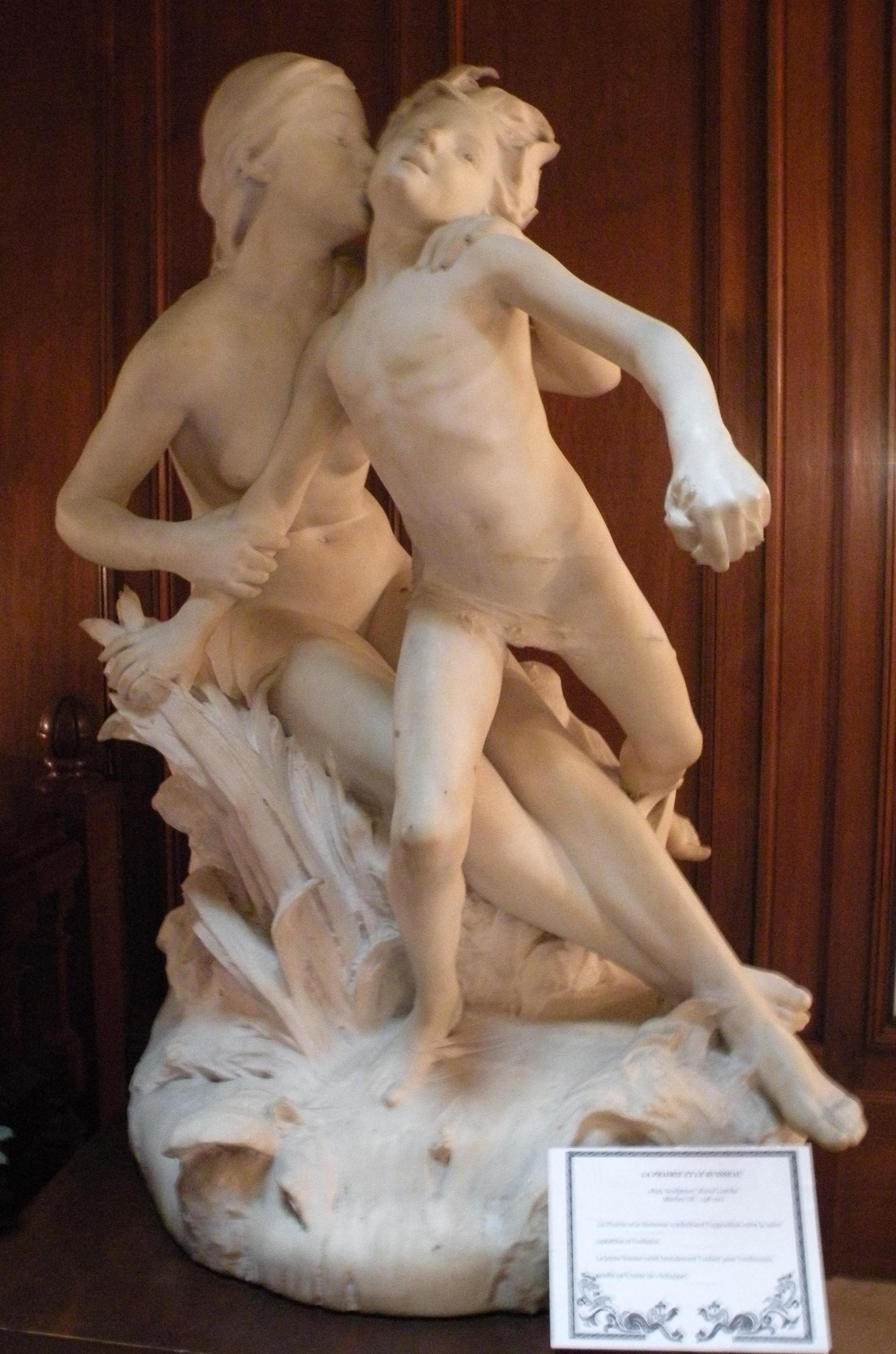
La Prairie et le Ruisseau (1893), Paris, Sénat.
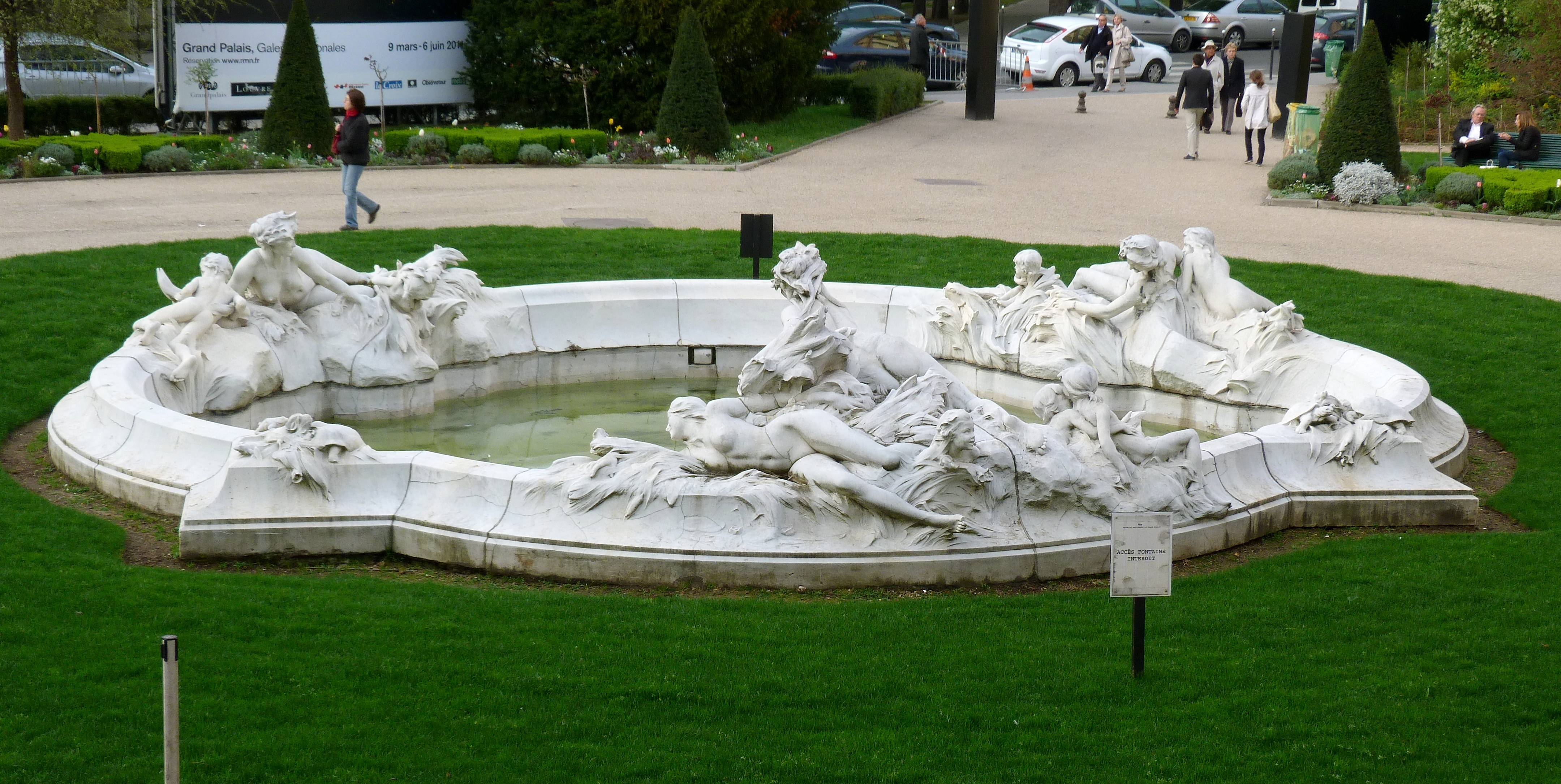
Miroir d'eau, la Seine et ses affluents (1910), fontaine, groupe en marbre, Paris, square Jean-Perrin.
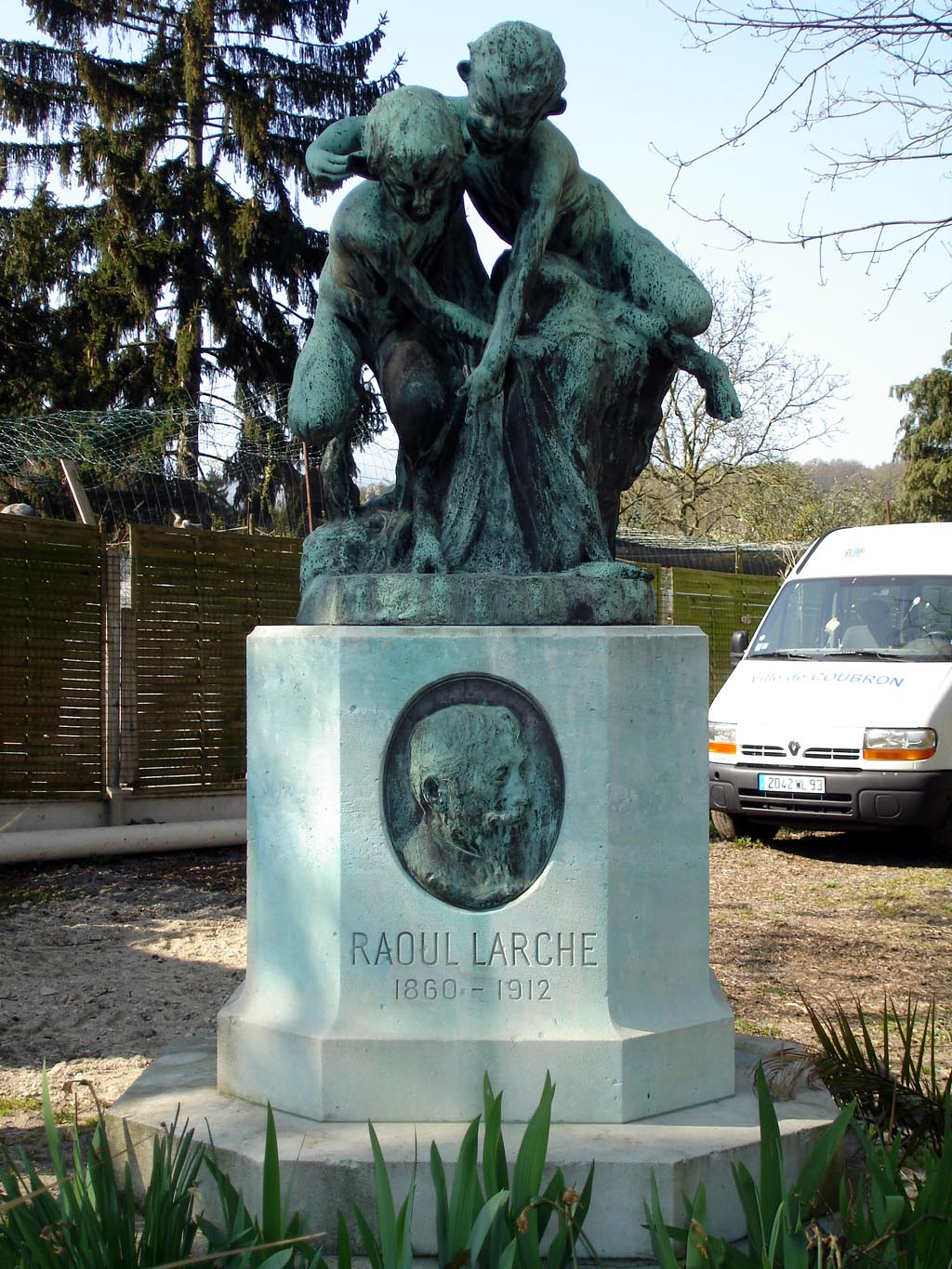
Monument à Raoul Larche à Coubron, avec le groupe Les Faunes de Larche.

### Autres sources
- Raoul Larche : Association des amis du musée d'Aquitaine
- C.-E. Curinier (sous la dir.), Dictionnaire national des contemporains : contenant les notices des membres de l'Institut de France, du gouvernement et du parlement français, de l'Académie de médecine, en ligne sur Gallica
- [PDF] La Tempête et ses Nuées (1896),  notice de galerie Univers du bronze.